# Brusque (Brasile)
Brusque è un comune del Brasile nello Stato di Santa Catarina, parte della mesoregione della Vale do Itajaí e della microregione di Blumenau.